# Paul François Quélen de Stuer de Causade
Paul François de Quélen de Stuer de Caussade (ur. 30 lipca 1746, zm. 14 marca 1828 w Paryżu) – markiz de Saint-Maigrin, potem książę de Saint-Maigrin, potem książę de La Vauguyon i diuk de Caussade. Jego ojcem był Antoine de Qeélen, książę de Vauguyon, dyplomata i polityk francuski.
Jako polityk związany był z „konserwatywnym” obozem przeciwników ministra finansów Jacques’a Neckera.
Kawaler Orderu Św. Ducha (Chevalier du Saint-Esprit) od 1 stycznia 1784 roku. Francuski ambasador w Holandii w latach 1777–1784.
W latach 1785–1791 ambasador Francji w Madrycie. Z wrześniem 1791 i uznaniu konstytucji przez Ludwika XVI został dyplomata na usługach arystokratycznych emigrantów francuskich. Namawiał ministra hiszpańskiego hrabiego Floridablanca do interwencji prorojalistycznej we Francji. W stałym kontakcie korespondencyjnym pozostawał z nim przygotowujący antyrewolucyjną krucjatę król Szwecji Gustaw III.
14 października 1766 roku poślubił w Paryżu Antoinette Rosalie de Pons, córkę Charlesa Armanda de Pons, wicehrabiego de Pons, hrabiego de Roquefort i Gabrielle Rosalie Le Tonnelier de Breteuil. Córką Vauguyona i Antoinette była Marie Antoinette de Quelen de Stuer de Causade de la Vauguyon (1771–1847), która już w Hiszpanii (27 września 1787 roku w San Ildefonso) poślubiła przedstawiciela emigracji rojalistycznej Alexandre’a, księcia Bauffremont-Courtenay (1773–1833).
W okresie od 13 lipca 1789 do 16 lipca 1789 był francuskim sekretarzem spraw zagranicznych.